# Alfonso de la Torre

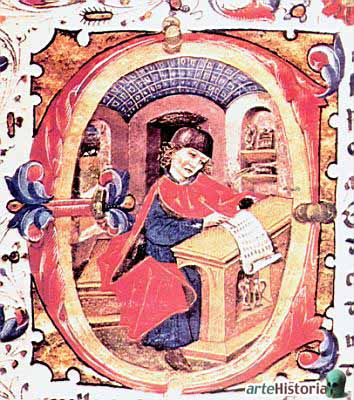
Letra capital historiada de Visión delectable de todas las cosas, de Alfonso de la Torre.

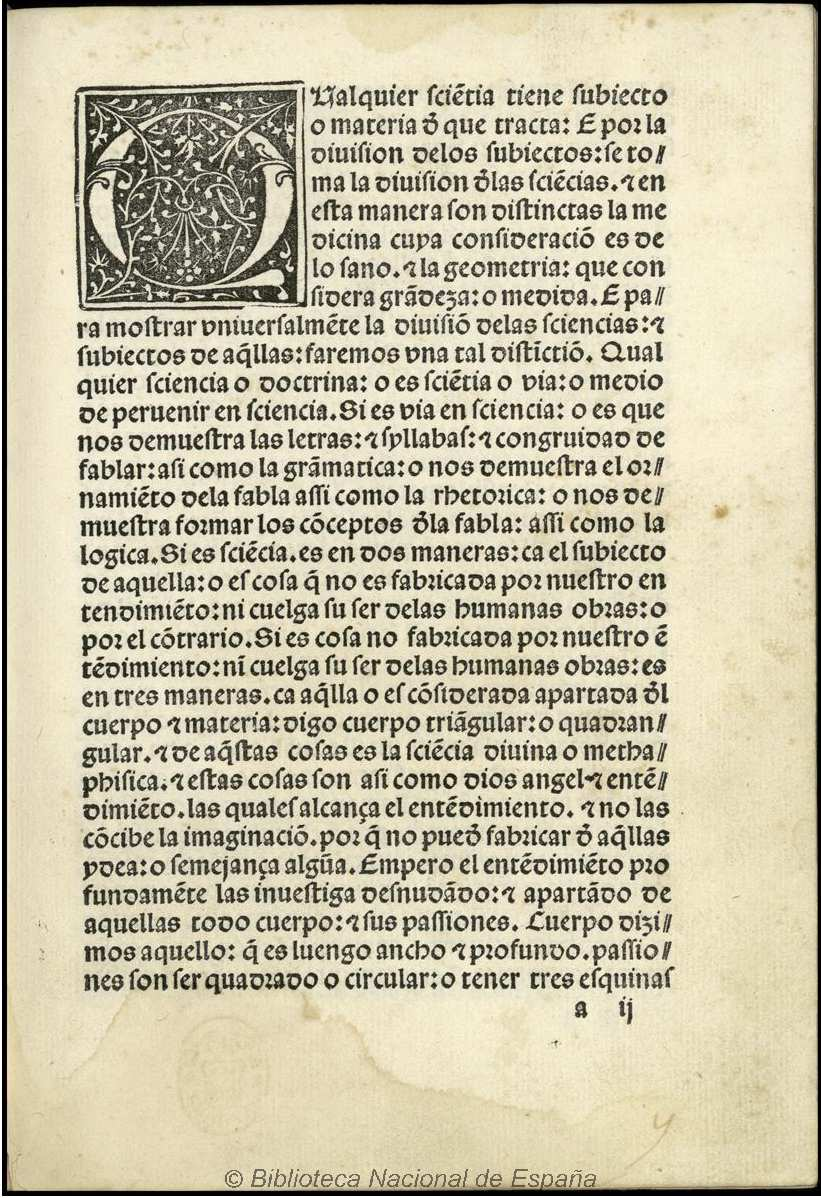
Ethica ad Nicomachum, de Aristóteles, traducida por el Bachiller Alfonso de la Torre. Editada en 1493. BNE.

Alfonso de la Torre (¿Burgos, 1410 - 1460?) fue un escritor y poeta del Prerrenacimiento castellano.

## Biografía
Marcel Bataillon le atribuye origen judeoconverso. Se graduó como bachiller en Artes y Teología por Salamanca, a cuyo Colegio de San Bartolomé pertenecía en 1437. Se opuso políticamente a don Álvaro de Luna, por lo que se exilió a Aragón tras el éxito del mismo. Allí fue bien recibido y compuso coplas, canciones, decires y esparzas de tema amoroso que se hallan esparcidas por los Cancioneros de Valencia (1511), Sevilla (1540) y Amberes (1573). Pero su obra más famosa, una de las cumbres del humanismo español y escrita posiblemente en 1454 a instancias de Juan de Beaumont, ayo del príncipe Carlos de Viana, es una enciclopedia, la Visión deleitable de la filosofía y artes liberales, de la que existen múltiples versiones (21 manuscritos se han llegado a contar en castellano y tres, más una edición de 1484, en catalán, traducida por el sacerdote mallorquín Francesc Prats) más o menos fieles en título y contenido. La obra se publicó en castellano en Burgos, por Fadrique de Basilea, en 1485; siguieron a estas ediciones dos en Tolosa, que por entonces pertenecía al reino de Aragón (Juan Parix y Esteban Clebat, 1489 y Enrique Mayer, 1494), dos en Sevilla (Jacobo Cromberger y Juan Cromberger, 16 de junio de 1526 y Juan Cromberger, 1538) y una en Ferrara (1554), entre otras posteriores.

## Obras
La Visión delectable o deleitable emplea como fuente principal la Guía de perplejos de Maimónides, las Etimologías de San Isidoro, un tratado de lógica de Algacel y diversas obras de Avempace, Alain de Lille, Marciano Capella, Boecio y otros. Según la hipótesis más antigua, habría sido compuesta en la Corte de Navarra para el Príncipe de Viana y se piensa que fue elaborada como respuesta a dos quaestiones planteadas por escrito por Juan de Beaumont a Alfonso de la Torre, lo que justificaría, entre otras cosas, la división bipartita de la obra. 

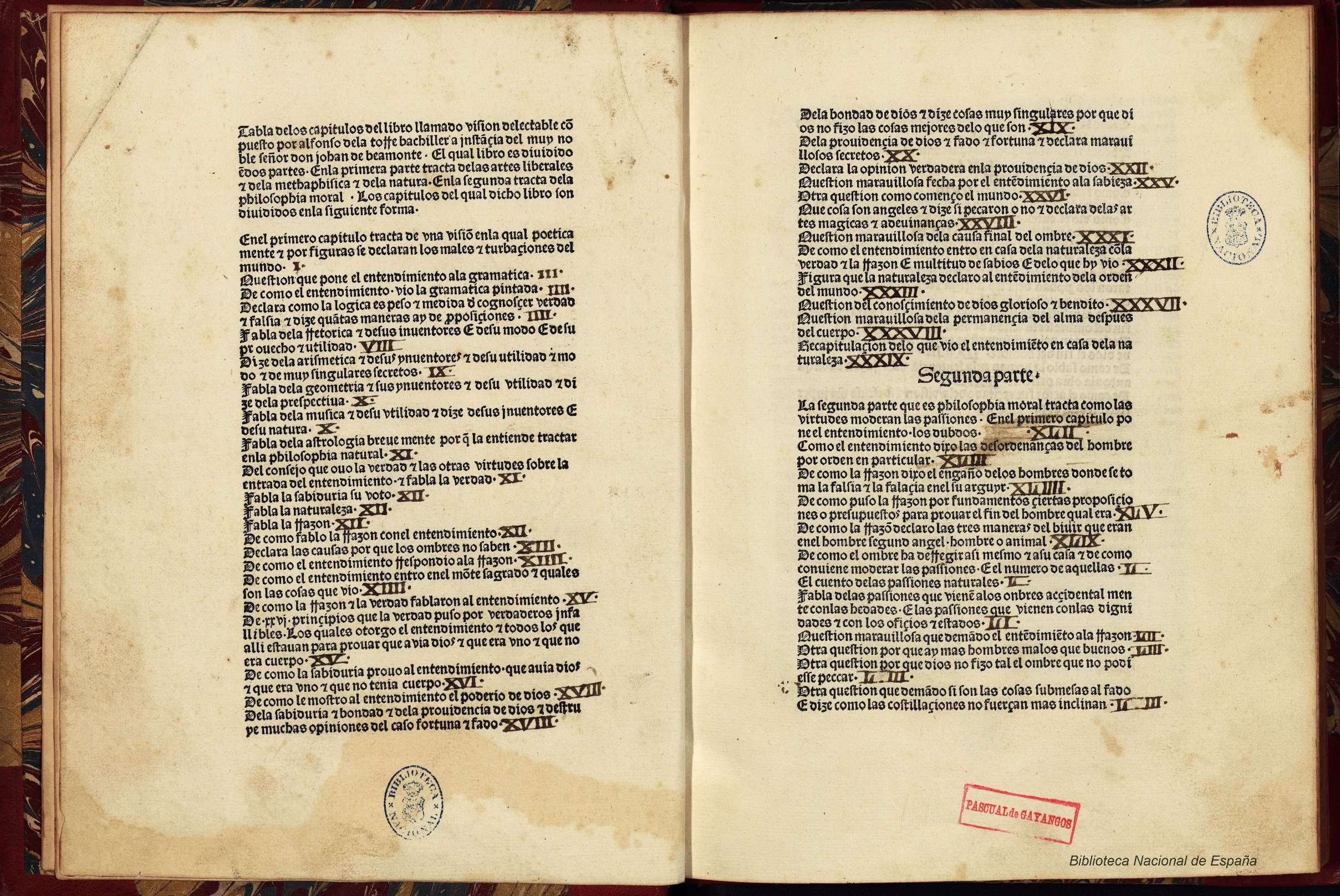
Visión delectable. Tabla de los capítulos. Alfonso de la Torre. BNE.

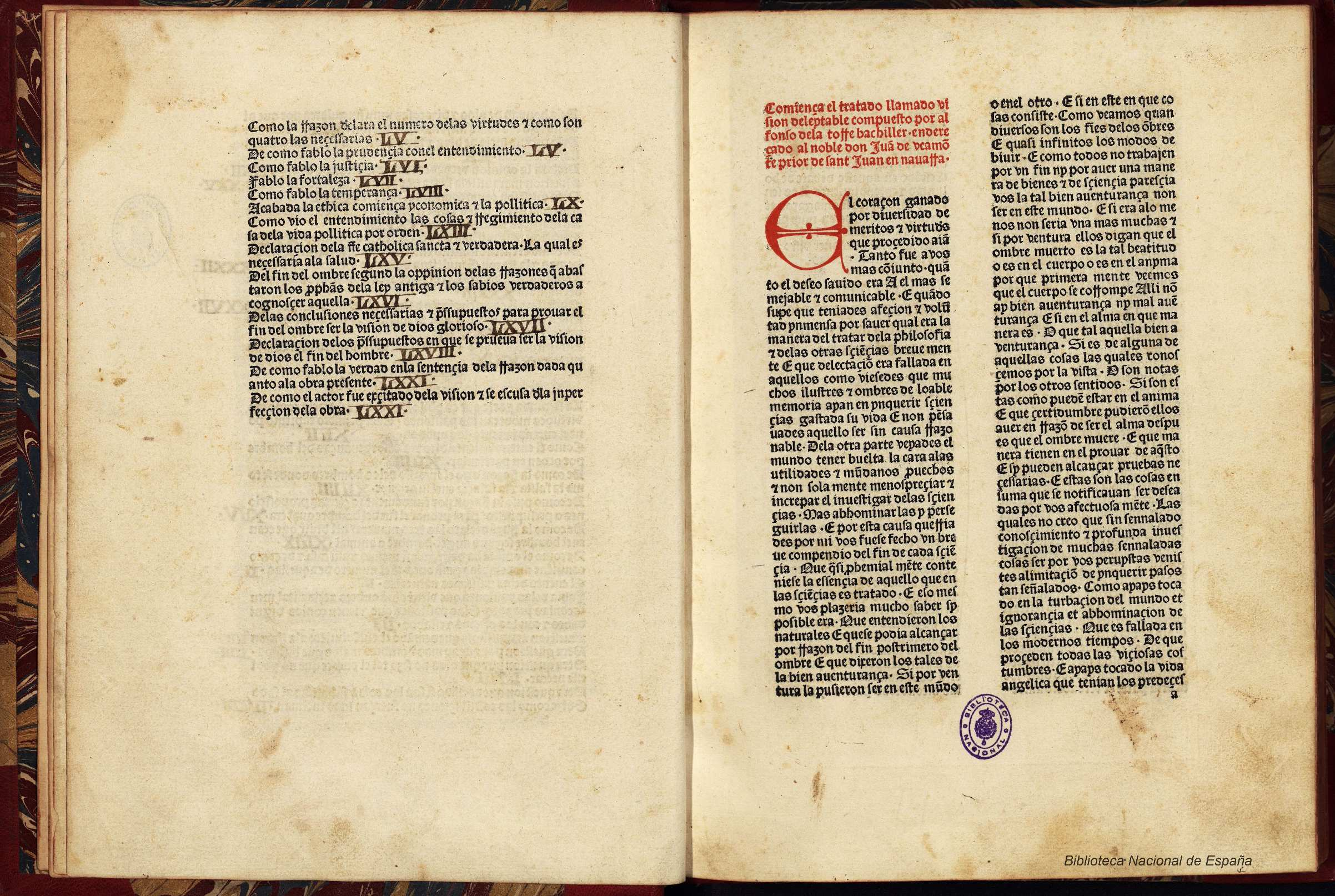
Tratado llamado visión deleptable, de Alfonso de la Torre, editado en 1485.

La primera parte de la obra se ocupa de las Artes liberales, la Metafísica y las Ciencias naturales, mientras que en la segunda se desarrolla la Filosofía moral. Recurre pedagógicamente a la alegoría personificando conceptos abstractos entre los cuales establece amenos diálogos (de ahí que el autor añadiera al título el adjetivo deleitable). El artificio narrativo alegórico toma forma de sueño o visión: el viaje iniciático de Entendimiento, quien recorre un camino en que visita a las siete artes liberales y culmina en un monte sagrado donde, guiado por Verdad, conoce a Sabiduría, Naturaleza y Razón. Estos ancianos personajes dialogan con Entendimiento y le transmiten cuanto apetece: pruebas de la existencia de Dios, el orden del mundo, la ética, la política y el fin del hombre en la tierra. Entendimiento no es actor pasivo: opina, deduce e incluso muestra su desacuerdo. Se incluyen además apólogos, comparaciones y recapitulaciones para aumentar el carácter didáctico de los diálogos. En suma, posee un carácter triple de visión, alegoría y viaje frecuente en la literatura medieval y ahí radica su valor en la composición de una enciclopedia del saber. Irónicamente, Domenico Delfini la tradujo al italiano (Sommario de tutte le scientie, Venecia: Gabriel Giolito de Ferrari, 1556) y Francisco de Cáceres se dedicó a retraducirla al español pensando que era obra original en italiano (Visión deleitable y sumario de todas las sciencias, Fráncfort, 1626; reimpresa en Ámsterdam, 1663). 
Adolfo de Castro imprimió la original en la Biblioteca de Autores Españoles, vol. XXXVI, Madrid, Rivadeneyra, 1871, págs. 339-402 e Hipólito Escolar hizo un facsímil (Madrid, Espasa-Calpe, 1983) de la edición tolosana (Tolosa, Juan Parix y Estevan Clevat, 1489). La primera edición crítica (Visión deleytable, 2 vols., Salamanca, Universidad de Salamanca, 1991) es de Jorge García López, aunque Casper Joseph Morsello hizo una cotejando cuatro manuscritos (University of Wisconsin, 1965).